# Будамшинский сельсовет
Будамшинский сельсовет — сельское поселение в Новоорском районе Оренбургской области Российской Федерации.
Административный центр — село Будамша.

## История
9 марта 2005 года в соответствии с законом Оренбургской области № 1905/313-III-ОЗ образовано сельское поселение Будамшинский сельсовет, установлены границы муниципального образования.

## Население
| 2010  | 2012  | 2013  | 2014  | 2015  | 2016  | 2017  |
| ----- | ----- | ----- | ----- | ----- | ----- | ----- |
| 1263  | ↘1230 | ↘1211 | ↘1181 | ↘1173 | ↘1153 | ↘1136 |
| 2018  | 2019  | 2020  | 2021  |       |       |       |
| ↘1088 | ↘1055 | ↘1023 | ↘971  |       |       |       |

## Состав сельского поселения
| № | Населённый пункт | Тип населённого пункта       | Население |
| - | ---------------- | ---------------------------- | --------- |
| 1 | Будамша          | село, административный центр | 886       |
| 2 | Заморское        | село                         | 214       |
| 3 | Скалистое        | село                         | 163       |